# Nili Fossae
Nili Fossae est un vaste système de failles à la surface de la planète Mars dans le quadrangle de Syrtis Major, s'étendant sur 667 km et centré par 22,6° N et 76,8° E, en bordure nord-ouest du bassin d'impact d'Isidis Planitia auquel ces failles s'orientent parallèlement.

## Caractéristiques géologiques

### Minéralogie
Les données recueillies sur cette région par Mars Reconnaissance Orbiter en 2008 y ont révélé la présence d'argiles riches en fer et en magnésium, d'olivine et de carbonate de magnésium, une découverte significative dans la quête d'une chimie organique — à défaut de biochimie — sur la planète rouge. L'olivine avait été détectée en abondance dès 2003 dans la région, suggérant une datation vers la fin de l'Hespérien, à une époque où l'eau liquide s'était déjà sensiblement raréfiée à la surface de la planète.
Les minéraux caractérisés par MRO dans Nili Fossae sont particulièrement diversifiés, notamment smectite ferromagnésienne, kaolinite, illite, muscovite, chlorite, serpentine, prehnite et zéolithes. Nili Fossae forme, avec le cratère Jezero au bord d'Isidis Planitia, une région géologiquement marquée par l'action passée de l'eau liquide.
Ces terrains anciens ont été exhumés vraisemblablement par l'érosion éolienne, laissant apparaître des matériaux clairs stratifiés — l'argile — partiellement recouverts d'un matériau homogène plus sombre qui semble être de nature volcanique.

### Dégagements de méthane
Ces informations géologiques sont à recouper avec l'observation début 2009 d'importants dégagements de méthane précisément dans la région de Nili Fossae. Les processus envisagés pour la formation de ce méthane sont loin de privilégier l'hypothèse biologique : sur Terre, du méthane CH4 se forme en présence de carbonates — tels que le MgCO3 détecté en 2008 — et d'eau liquide lors du métamorphisme hydrothermal d'oxyde de fer III Fe2O3 ou d'olivine (Mg,Fe)2SiO4 en serpentine (Mg,Fe)3Si2O5(OH)4, également détectée dans la région, particulièrement lorsque le taux de magnésium dans l'olivine n'est pas trop élevé et lorsque la pression partielle de dioxyde de carbone CO2 est insuffisante pour conduire à la formation de talc Mg3Si4O10(OH)2 mais aboutit au contraire à la formation de serpentine et de magnétite, comme dans la réaction :
24 Mg1,5Fe0,5SiO4 + 26 H2O + CO2 → 12 Mg3Si2O5(OH)4 + 4 Fe3O4 + CH4.

## Site envisagé pour missions d'exploration à venir

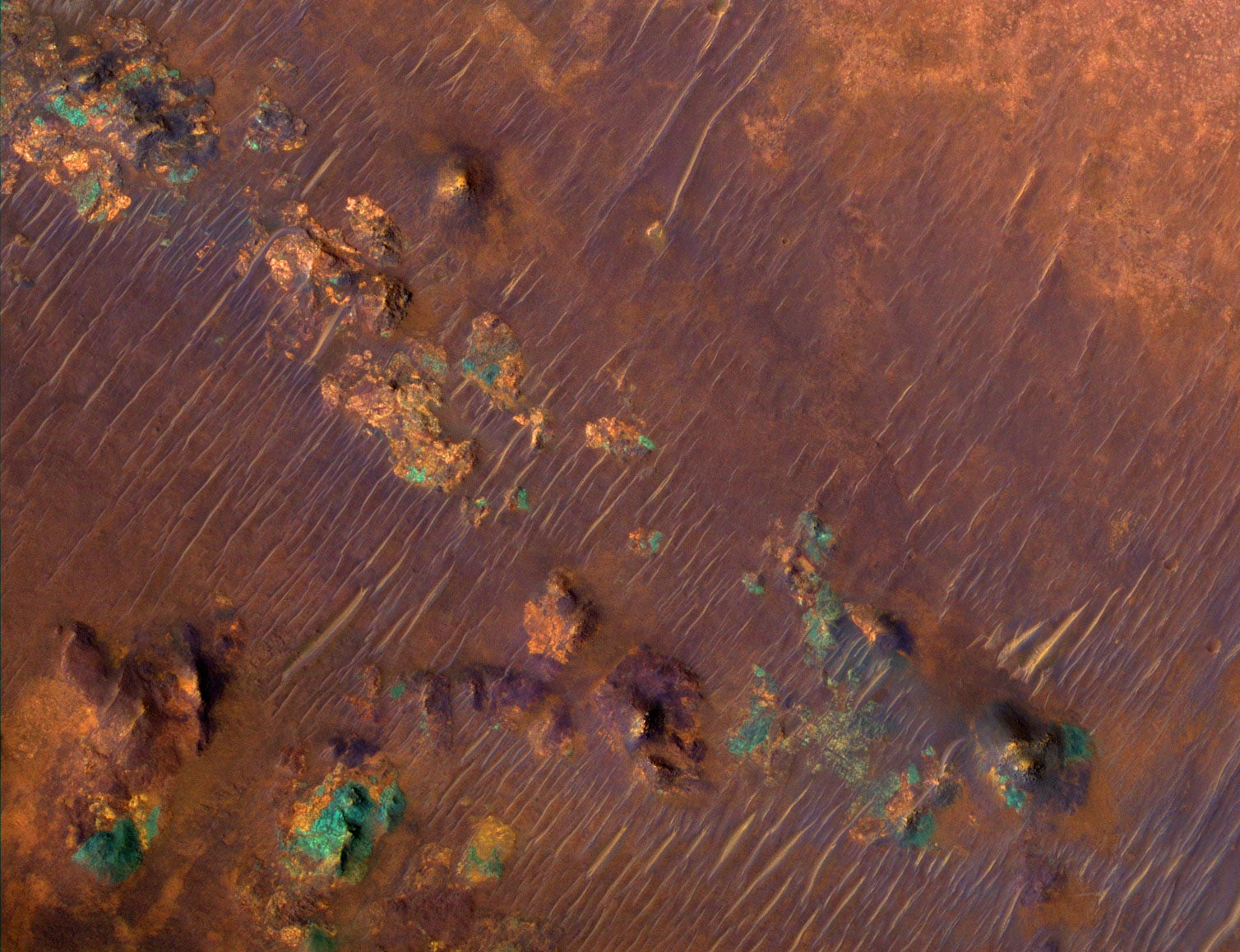
Centuri Montes vus par l'instrument CRISM de MRO par 21,1° N et 74,2° E le 24 mars 2007, au sud de Nili Fossae.

### MissionCuriosity(NASA)
En raison de son histoire géologiques particulière, Nili Fossae a figuré jusqu'en 2008 parmi les sites envisagés pour l'atterrissage du Mars Science Laboratory — alias « mission Curiosity » — prévu en août 2012, cette mission ayant pour objectif de déterminer l'habitabilité passée et présente de Mars, et donc d'identifier d'éventuelles traces de vie passée ; pour cette raison, son site d'implantation doit a priori avoir été le plus propice à la vie et à la préservation de ses traces éventuelles. Dans le vote de 2008, Nili Fossae a été devancé de justesse par Mawrth Vallis, qui présente des caractéristiques semblables, en raison de l'altitude — et donc de la vitesse — plus élevée à laquelle le parachute devrait être déployé pour sécuriser un atterrissage sur ce site.

### Laboratoire ExoMars (ESA)
Nili Fossae figure en revanche toujours parmi les sites potentiels retenus par l'Agence spatiale européenne dans le cadre de sa mission ExoMars, planifiée pour la fin de la décennie.